# Califado de Córdova
O Califado de Córdova (929 – 1031) foi a forma de governo islâmico que dominou a maior parte da Península Ibérica e do Norte de África com capital em Córdova. O Califado sucedeu ao Emirado Independente instaurado por Abderramão I em 756. O título de califa foi reclamado por Abderramão III a 16 de janeiro de 929, que já era reconhecido como emir de Córdova. Todos os califas de Córdova foram membros da dinastia omíada, a mesma que detinha o título de emir de Córdova e governava praticamente o mesmo território desde 736.
O Califado de Córdova foi a época de máximo esplendor político, cultural e comercial de Alandalus. O Califado perdurou oficialmente até 1031, ano em que foi abolido, após um período de revoltas, fragmentando-se em múltiplos reinos conhecidos como Taifas.

## Proclamação do Califado
A partir de 912, o novo emir Abderramão III empreendeu a tarefa de reduzir os múltiplos focos rebeldes que surgiram no Emirado desde meados do século IX. Em 913 iniciou a campanha de Monteleón, que conseguiu recuperar numerosos castelos e sufocar a rebelião na Andaluzia Oriental. Durante os anos seguintes recuperou Sevilha e efetuou as primeiras razias contra os reinos cristãos do norte. Derrotou um exército de Leão e Navarra na batalha do Val de Junqueira (920); saqueou Pamplona em 924 e submeteu os Banu Cassi esse mesmo ano. Finalmente, em 928 ocupou a fortificação de Bobastro através de uma série de campanhas iniciadas em 917, terminando assim com a rebelião iniciada por Omar ibne Hafeçune, o derradeiro foco de rebeldia no Alandalus. Em 929, tomou o título de califa com o apelido Nácer Lidim Alá, aquele que faz triunfar a religião de Deus.
Abderramão III justificou a sua autoproclamação como califa, ou seja, como chefe político e religioso dos muçulmanos e sucessor de Maomé, baseando-se em quatro feitos: ser membro da tribo dos coraixitas a que também pertencia Maomé, ter liquidado as revoltas internas, freado as ambições dos núcleos cristãos do norte peninsular, e criado o Califado Fatímida na África do Norte, oposto aos califas Abássidas de Bagdade. A proclamação tinha um duplo propósito: por um lado, no interior, os Omíadas iriam reforçar a sua posição; por outro, no exterior, visando consolidar as rotas marítimas para o comércio no Mediterrâneo, garantia as relações econômicas com o Império Bizantino e assegurava o fornecimento de ouro.
A proclamação do Califado de Córdova implicou a segunda ruptura da unidade islâmica, após a proclamação do fatímida Abedalá Almadi Bilá como Emir dos Crentes no Magrebe.

## Apogeu do Califado

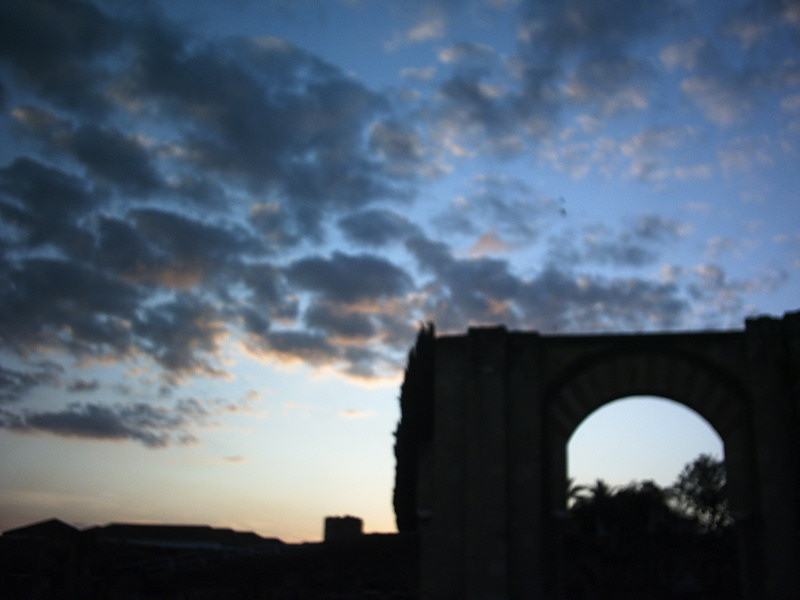
Alcácer de Medina Azahara

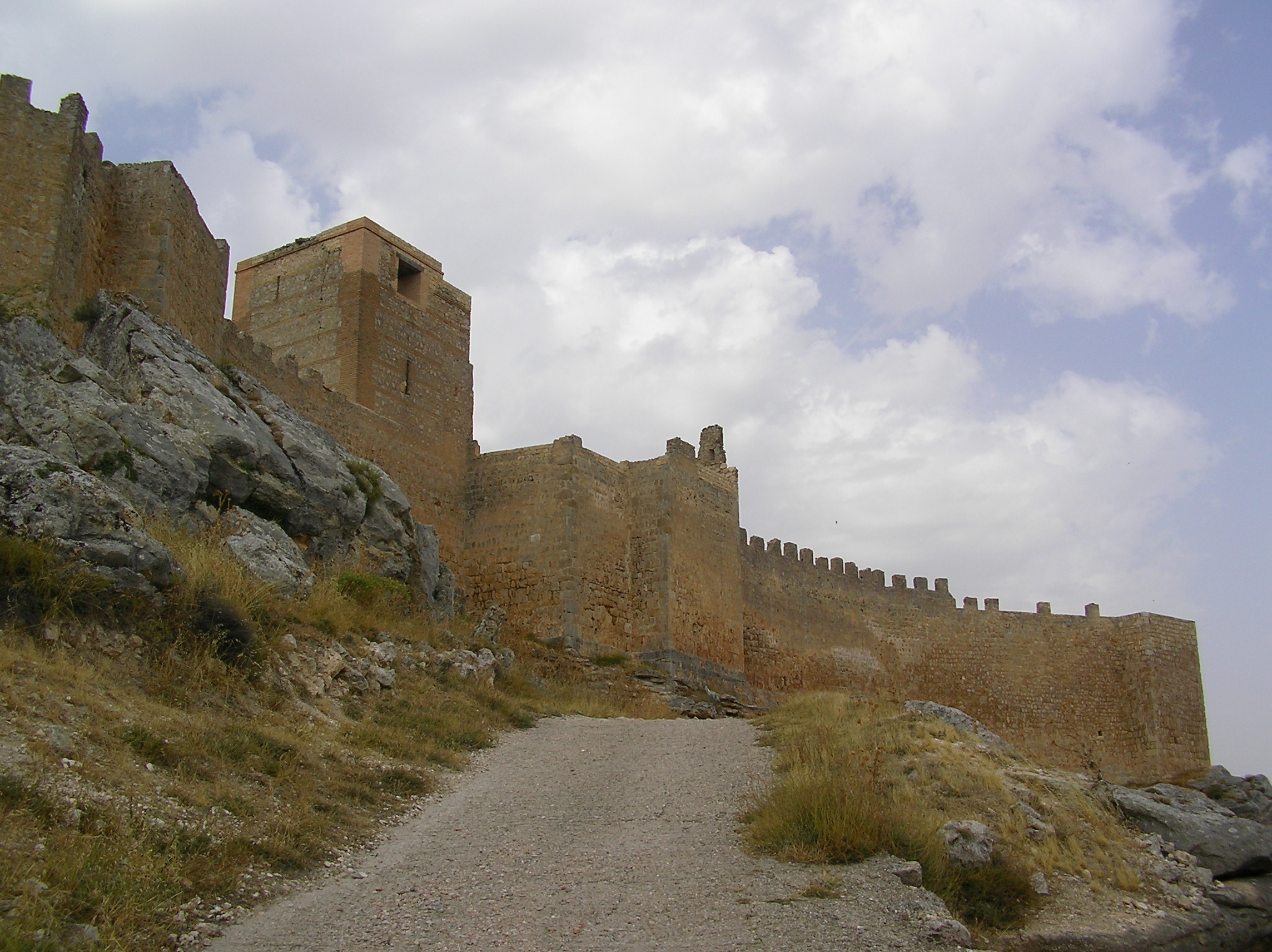
O Castelo de Gormaz

Os reinados de Abderramão III (r. 929–961) e o seu filho Aláqueme II (r. 961–976) constituem o período de apogeu do califado omíada, em que se consolida o aparato estatal cordovês.
Para alicerçar o aparato estatal, os soberanos recorreram a oficiais fiéis à dinastia Omíada, configurando uma aristocracia palaciana de fata'ls (escravos e libertos de origem europeia), cujo poder civil e militar foi progressivamente aumentando, suplantando assim a aristocracia de origem árabe. No exército incrementou especialmente a presença de contingentes berberes, devido à intensa política do Califado no Magrebe. Abderramão III submeteu os senhores feudais, os quais pagavam tributos ou serviam no exército, contribuindo para o controlo fiscal do Califado.
As campanhas militares consolidaram o prestígio dos omíadas fora de Alandalus e visavam garantir a segurança das rotas comerciais. A política exterior concentrou-se em três direções: os reinos cristãos do norte peninsular, o norte da África, e o Mediterrâneo.

### Relações com os reinos cristãos
Durante os primeiros anos do califado, a aliança do rei Ramiro II de Leão com Navarra e o conde Fernão Gonçalves impôs o desastre do exército do califado na batalha de Simancas. Porém, à morte de Ramiro II, Córdova pôde desenvolver uma política de intervenção e arbitragem nas querelas internas de leoneses, castelhanos e navarros, enviando frequentemente contingentes armados para fustigar os reinos cristãos. A influência do Califado sobre os reinos cristãos do norte chegou a ser tal que, entre 951 e 961, os reinos de Leão, Navarra e Castela, e o Condado de Barcelona, lhe rendiam tributo.
As relações diplomáticas foram intensas. A Córdova chegaram embaixadores do conde de Barcelona Borrell II, de Sancho Garcês II de Pamplona, de Elvira Ramírez de Leão, de Garcia Fernandes, conde de Castela  e do conde Fernando Ansúrez, entre outros. Estas relações não excluíram confrontos bélicos, como o cerco de Gormaz, a grande fortaleza do Douro, em 975, onde um exército de cristãos enfrentou o general Galibe ibne Abderramão, a razia de Barcelona em 985 ou de Santiago de Compostela em 997.

### Relações com o Magrebe
A política cordovesa no Magrebe foi igualmente intensa, particularmente durante o reinado de Aláqueme II. Na África, os omíadas enfrentaram o Califado Fatímida, que controlavam cidades como Tierte e Sijilmassa, pontos fundamentais das rotas comerciais entre a África subsaariana e o Mediterrâneo, se bem que este confronto não foi direto: os omíadas apoiaram-se nos zenetas e nos idríssidas, e o Califado Fatímida nos zíridas e sanhajas.
Eventos importantes foram a ocupação de Melilha, Tânger e Ceuta, ponto donde se podia impedir o desembarque fatímida na Península. Após a tomada de Melilha em 927, em meados do século X, os omíadas controlaram o triângulo formado por Argel, Sijilmassa e o oceano Atlântico, enquanto promoviam revoltas que chegaram a pôr em perigo a estabilidade do Califado Fatímida.
Contudo, a situação mudou após a ascensão de Almuiz Aldim Alá ao Califado Fatímida. Almeria foi saqueada e os territórios africanos sob autoridade omíada passaram a ser controlados pelos fatímidas, retendo os cordoveses apenas Tânger e Ceuta. A entrega do governo de Ifríquia a Ziri ibne Manade provocou o confronto direto, que se tentara evitar anteriormente, mas Jafar ibne Ali conseguiu deter o zírida Ziri ibne Manade.
Em 972 estourou uma nova guerra no norte da África, provocada nesta ocasião por Haçane ibne Alcácime Canune, senhor de Arzila, que foi vencido pelo general Galibe. Esta guerra teve como consequência o envio de grandes quantidades de dinheiro e tropas para o Magrebe e a contínua imigração de berberes para Alandalus.

### Política no Mediterrâneo

Califado de Córdova por volta de 1000

Um terceiro objetivo da atividade bélica e diplomática do califado esteve orientada para o Mediterrâneo.
O Califado manteve relações com o Império Bizantino do imperador Constantino VII (r. 912–959), mantendo emissários cordoveses em Constantinopla. O poder do califado estendia-se também para norte, e ao redor do ano 950 o Sacro Império Romano-Germânico intercambiava embaixadores com Córdova, do qual fica registro dos protestos contra a pirataria muçulmana praticada desde Fraxineto e as ilhas orientais do Alandalus. Igualmente, alguns anos antes, Hugo de Arles solicitara salvo-condutos para que os seus barcos mercantes pudessem navegar pelo Mediterrâneo, dando ideia portanto do poder marítimo que Córdova detinha. A partir de 942 foram estabelecidas relações mercantis com a República amalfitana, e no mesmo ano foi recebida uma embaixada da Sardenha.

### Política interior
O apogeu do califado cordovês manifestava-se na sua capacidade de centralização fiscal, que geria as contribuições e rendas do país: impostos territoriais, dízimos, arrendamentos, pedágios, impostos de capitação, taxas alfandegárias sobre mercadorias, bem como os direitos percebidos nos mercados sobre joias, aparelhos de navios, peças de ourivesaria, etc. Mesmo os cortesãos estavam sujeitos a contribuição.
A opulência do califado durante estes anos fica refletida na palavras do geógrafo ibne Haucal:
| “ | … A abundância e a despreocupação dominam todos os aspectos da vida; o gozo dos bens e os meios para adquirir a opulência são comuns aos grandes e aos pequenos, pois estes benefícios chegam até mesmo aos operários e artesãos, graças às imposições leves, à condição excelente do país e à riqueza do soberano; além disso, este príncipe não faz sentir o gravoso das prestações e dos tributos … | ” |

Para realçar a sua dignidade e seguindo o exemplo de outros califas anteriores, Abderramão III edificou a sua própria cidade palaciana, Medina Azahara. Esta foi a etapa da presença islâmica na Península Ibérica de maior esplendor, embora de curta duração, pois na prática terminou em 1009 com a fitna (guerra civil)  pelo trono entre os partidários do último califa legítimo, Hixame II, e os sucessores do seu primeiro-ministro ou "hájibe" Almançor. Oficialmente, porém, o califado continuou até 1031, com Hixame III, ano em que foi abolido dando lugar à fragmentação do estado omíada em múltiplos reinos conhecidos como Taifas.

## A fitna
A fitna começou em 1009 com um golpe de Estado que implicou o assassinato de Abderramão Sanchuelo, filho de Almançor, a deposição de Hixame II e a ascensão ao poder de Maomé II, bisneto de Abderramão III. No fundo os problemas também advinham da sufocante pressão fiscal necessária a custear os esforços bélicos.
Ao longo deste conflito, os diversos contendores recorreram à ajuda dos reinos cristãos. Córdova e os seus arrabaldes foram saqueados repetidas vezes, e os seus monumentos, entre eles o Alcácer e a Medina Azahara, destruídos. A capital chegou a mudar-se temporariamente para Málaga. Em pouco mais de vinte anos sucederam-se 10 califas diferentes (entre eles Hixame II restaurado), três deles pertencentes a uma dinastia diferente da Omíada, a hamúdida.
No meio desta desordem foram-se tornando paulatinamente independentes as taifas de Almeria, Múrcia, Alpuente, Arcos, Badajoz, Carmona, Denia, Granada, Huelva, Morón, Silves, Toledo, Tortosa, Valência e Saragoça. O último califa, Hixame III, foi deposto em 1031, e proclamou-se em Córdova a república. Por essa altura todas as cora (províncias) do Alandalus que restavam tornaram-se independentes.
A queda do califado implicou para Córdova a perda definitiva da hegemonia de Alandalus e o seu declínio como metrópole.

## Economia e população
A economia do Califado baseou-se numa considerável capacidade econômica -fundada num comércio muito importante-, uma indústria artesã muito desenvolvida, e técnicas agrícolas mais desenvolvidas que em qualquer outra parte da Europa. Baseava a sua economia na moeda, cuja cunhagem teve um papel fundamental no seu esplendor financeiro. A moeda de ouro cordovesa tornou-se das mais importantes à época, sendo provavelmente imitada pelo Império Carolíngio.
À cabeça da rede de urbes estava a capital, Córdova, a cidade mais importante do Califado, que superava os 250 000 habitantes em 935 e aflorou os 500 000 em 1000 (alguns historiadores ainda falam de 1 000 000 de habitantes, baseando-se em recentes achados arqueológicos de dimensões superiores às acreditadas, confirmando muitas crônicas até então tidas por exageradas), sendo durante o século X uma das maiores cidades do Mundo e um centro financeiro, cultural, artístico e comercial de primeira ordem.
Outras cidades importantes foram Toledo (37 000), Almeria (27 000), Saragoça (17 000) e Valência (15 000).

## Cultura

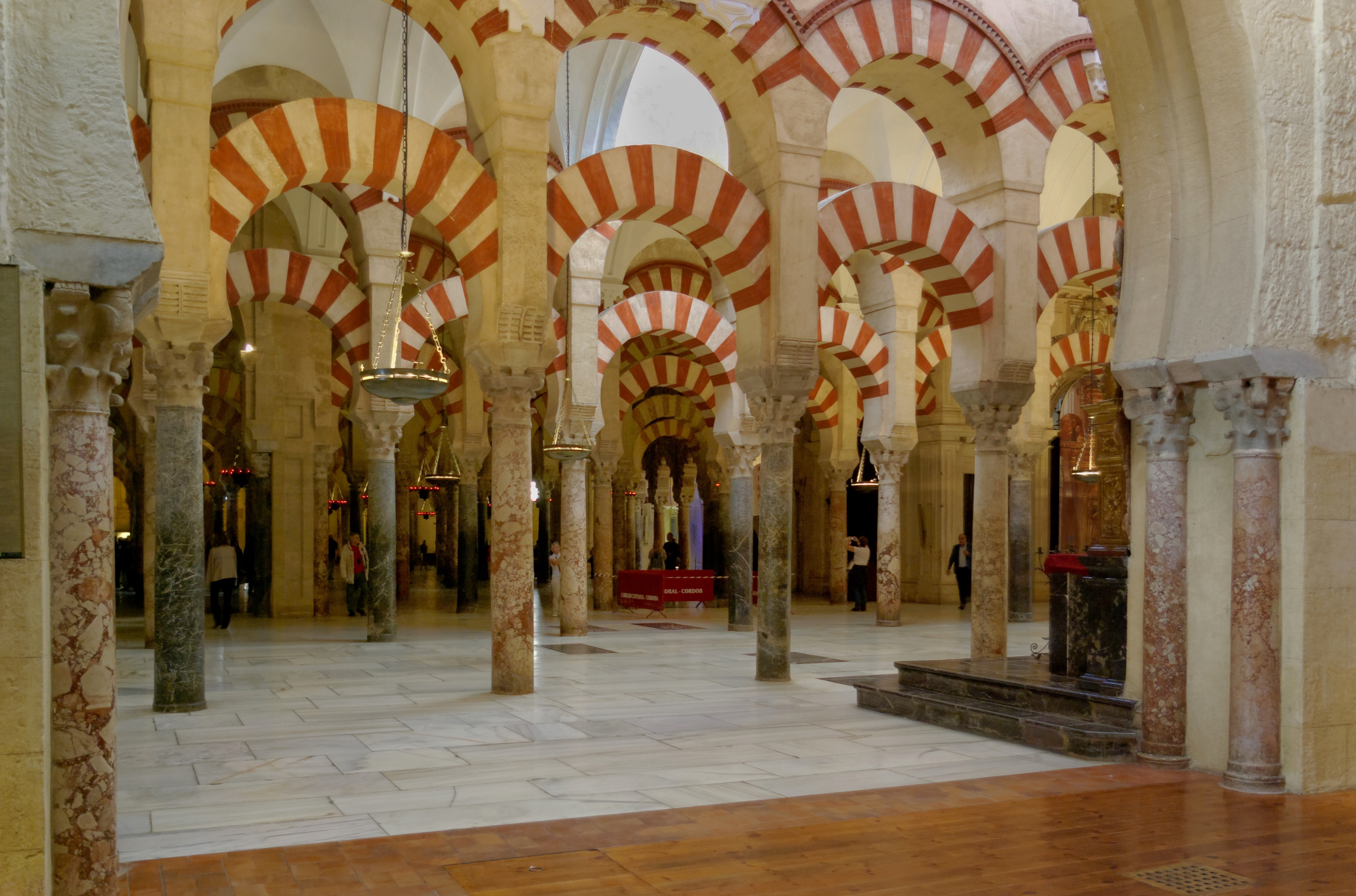
O interior da Grande Mesquita, em Córdova, um dos exemplos máximos da arquitetura islâmica da dinastia omíada na Península Ibérica

Abderramão III não somente fez de Córdova o centro nevrálgico de um novo império muçulmano no Ocidente, mas converteu-a na principal cidade da Europa Ocidental, rivalizando ao longo de um século com Bagdade e Constantinopla (capitais do Califado Abássida e do Império Bizantino, respectivamente) em poder, prestígio, esplendor e cultura. Segundo fontes árabes, sob o seu governo, a cidade alcançou o milhão de habitantes, que dispunham de mil seiscentas mesquitas, trezentas mil moradias, oitenta mil lojas e inúmeros banhos públicos.
Este califa omíada foi também um grande impulsionador da cultura: dotou Córdova com cerca de setenta bibliotecas, fundou uma universidade, uma escola de medicina e outra de tradutores do grego e do hebraico para o árabe. Fez ampliar a Mesquita de Córdova, reconstruindo as ameias, e mandou construir a extraordinária cidade palaciana de Medina Azahara, na qual residiu até à morte.
O aspecto do desenvolvimento cultural não é menos relevante com a chegada ao poder do califa Aláqueme II, a quem é atribuída a fundação de uma biblioteca que teria atingido os 400 000 volumes. Talvez isso provocou a assunção de postulados da filosofia clássica - tanto grega quanto latina - por parte de intelectuais da época como foram ibne Masarra, ibne Tufail, Averróis e o judeu Maimônides, embora os pensadores de Alandalus se destacassem, sobretudo, em medicina, matemáticas e astronomia.

## Califas
- Lista de califas#Califas de Córdova (929–1031)